# Wuyi (Jinhua)
Wuyi (chinesisch 武义县, Pinyin Wǔyì Xiàn) ist ein Kreis der bezirksfreien Stadt Jinhua in der chinesischen Provinz Zhejiang. Die Fläche beträgt 1.563 Quadratkilometer und die Einwohnerzahl 462.462 (Stand: Zensus 2020). 1999 zählte Wuyi 328.529 Einwohner.
Der Yanfu-Tempel (Yanfu si 延福寺) und die traditionelle Architektur im Dorf Yuyuan (Yuyuancun gu jianzhuqun 俞源村古建筑群) stehen seit 1996 bzw. 2001 auf der Liste der Denkmäler der Volksrepublik China.